# النا پاپاراتسو
النا پاپاراتسو (ایتالیایی: Elena Paparazzo؛ زادهٔ ۱۱ مهٔ ۱۹۷۳) بازیکن زن بسکتبال اهل ایتالیا بود. وی در بازی‌های المپیک تابستانی ۱۹۹۲ و ۱۹۹۶ شرکت کرده‌است.